# Chevrolet 210
Chevrolet 210 – samochód osobowy klasy średniej produkowany pod amerykańską marką Chevrolet w latach 1953–1957.

## Pierwsza generacja

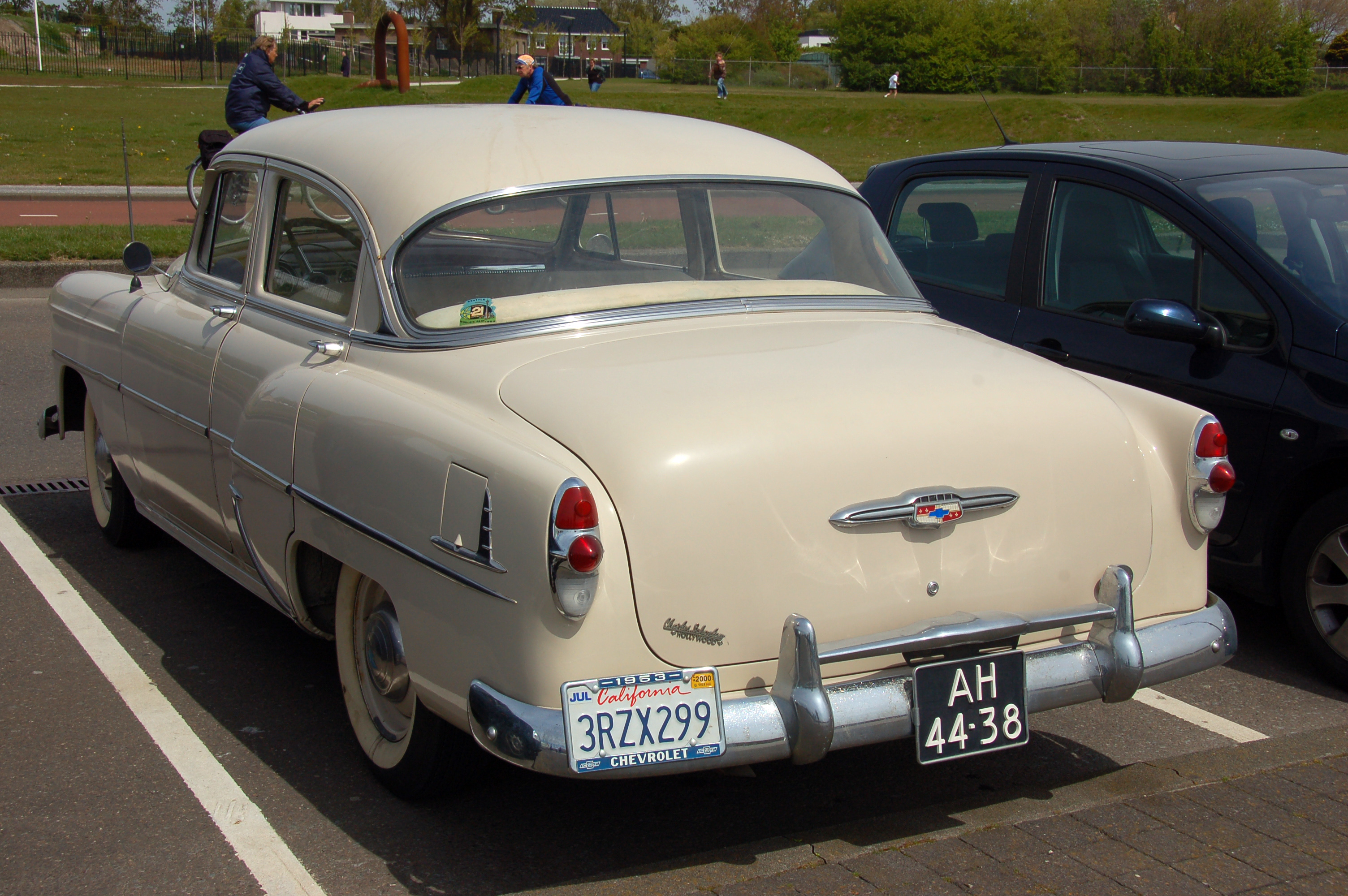
Chevrolet 210 I – tył

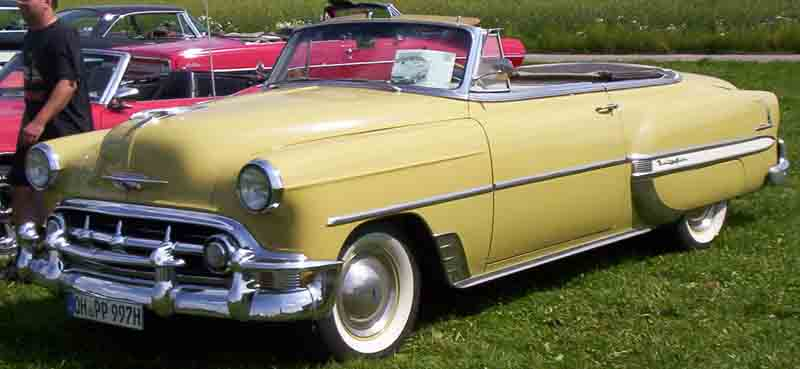
Chevrolet 210 I Coupe

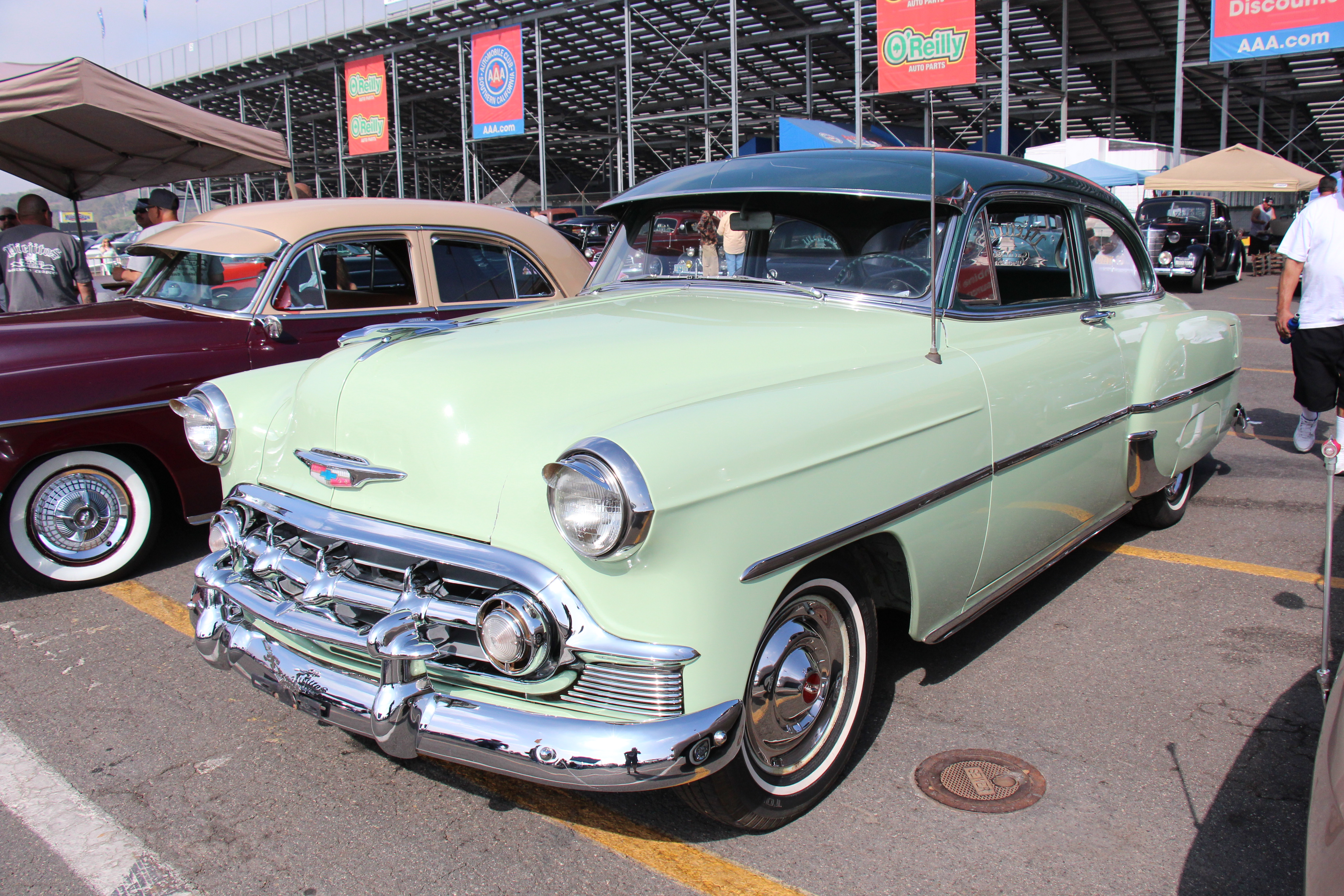
Chevrolet 210 I Cabriolet

Chevrolet 210 I został zaprezentowany po raz pierwszy w 1953 roku.
Nazwa modelu powstała po skróceniu numeru serii produkcji (2100) o jedną cyfrę, w latach 50. panował trend aby modele samochodów miały nazwy wyrażone w cyfrach. Two-Ten zastąpił model Styline DeLuxe dostępny w poprzednich latach. Produkcja została zakończona w 1957, model 210 został zastąpiony przez Biscayne.
Model Two-Ten był najlepiej sprzedającym się samochodem Chevrolet w latach 1953-54, równoważył styl i luksus którego brakowało w serii 150, mimo wszystko 210 była jednak tańsza od kolorowego Bel Air. Nabywca 210 miał do wyboru najszerszą gamę nadwozi w roku 1953, mianowicie kabriolet, Sport Coupe hardtop, dwu- i cztero- drzwiowe sedany, oraz kombi. Wskaźniki kierunkowskazów na kokpicie w 1953 były białe, w 1954 zastąpione zostały zielonymi lampkami.
W 1954 produkcja wersji kabriolet oraz hardtop została zakończona, został jednak wprowadzony luksusowy wariant Del Ray Club Coupe, z winylowym wnętrzem. Na zewnątrz Del Ray był identyczny do dwudrzwiowego sedana Two-Ten. Model Del Ray produkowany był do roku 1957.
W przeciwieństwie do serii 150, modele Two-Ten zawsze dostępne były z luksusowym wyposażeniem znanym z modeli Bel Air, wliczając automatyczną skrzynię biegów Powerglide, elektryczne otwieranie szyb oraz regulowane siedzenia. Luksusowa wersja Two-Ten station wagon, Chevrolet Beauville dostępna była na rynku w 1953, została ona jednak przeniesiona do linii Bel Air w 1954 aby znowu powrócić do rodziny 210 w 1955.

### Napęd
Do napędu w rocznikach 1953-54 używano dwóch różnych silników, mocniejsza jednostka napędowa Blue Flame mogła być używana z automatyczną skrzynią Powerglide. Wszystkie 210 miały w standardowym wyposażeniu 3-biegową ręczną skrzynię biegów Synchromesh, z opcją montażu automaatu (zobacz poniżej). Wszystkie silniki wykonane były w technologii "overhead valve" (OHV). W roku po raz ostatni montowano instalację elektryczną o napięciu 6 V w samochodach Chevroleta.

### Silniki
- R6 2.3l "Thrift-King" 108 KM
- R6 2.3l "Blue Flame" 115 KM
- R6 2.3l "Blue Flame" 115 KM
- R6 2.3l "Blue Flame" 125 KM

## Druga generacja

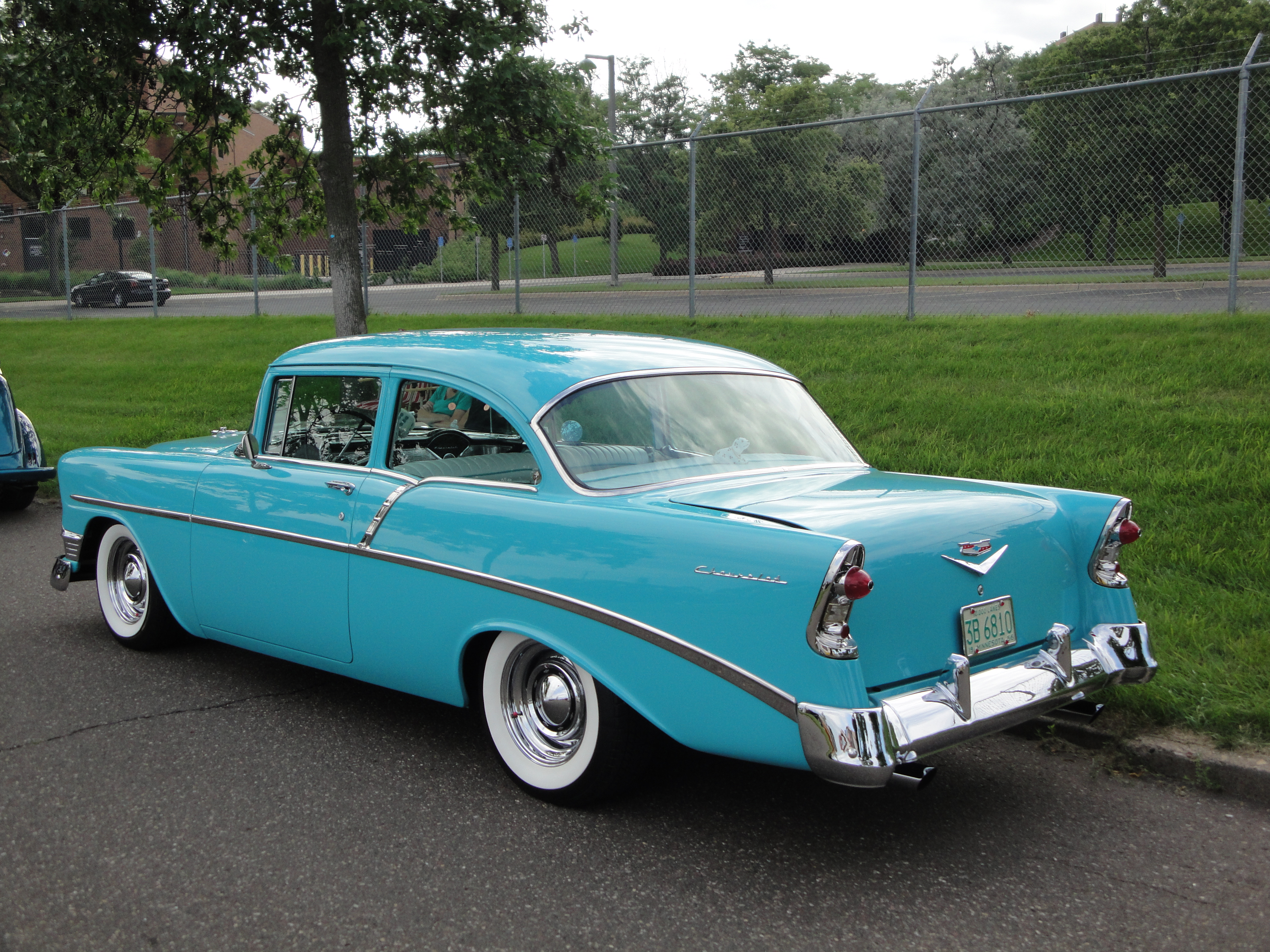
Chevrolet 210 II – tył

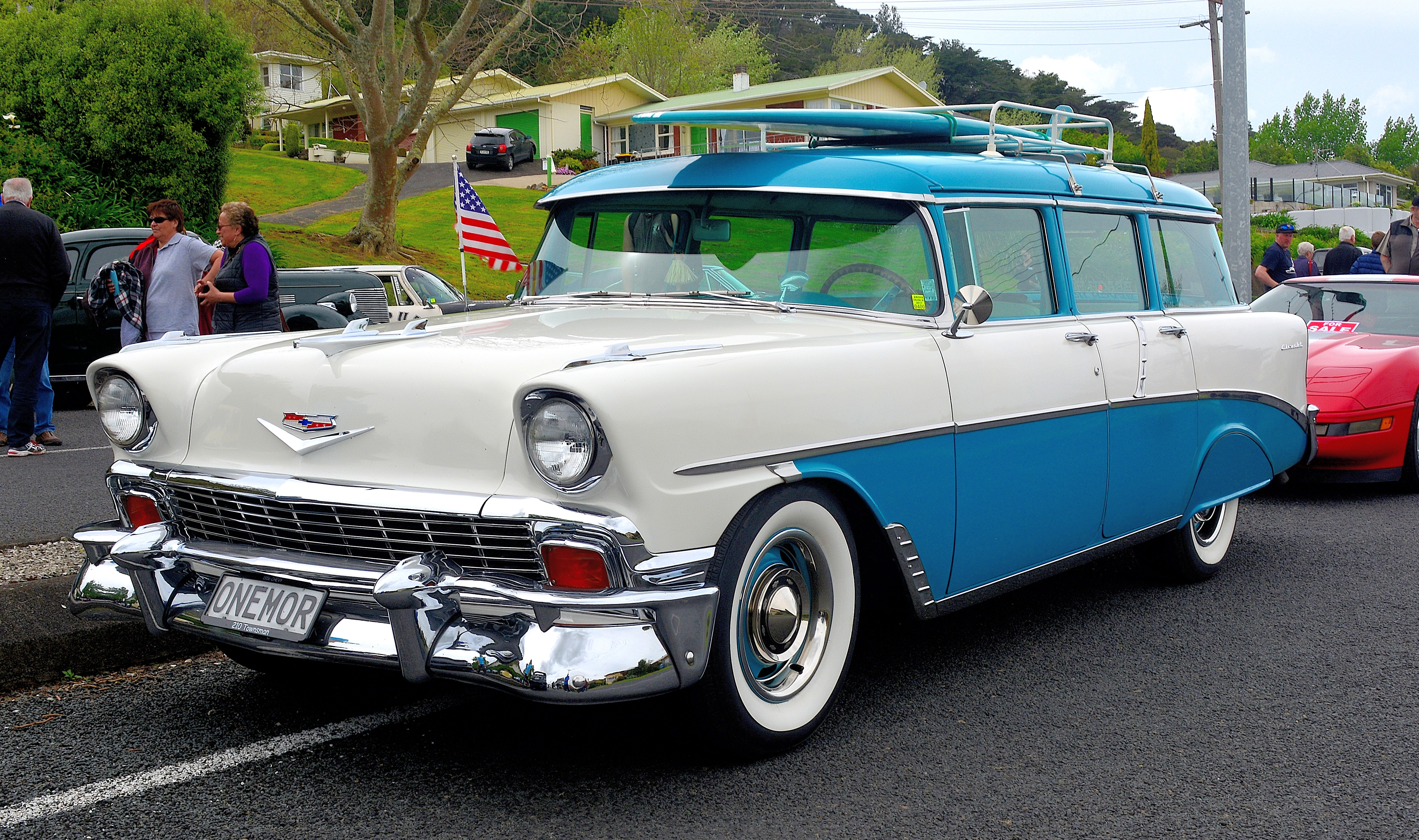
Chevrolet 210 II Townsman

Chevrolet 210 II został zaprezentowany po raz pierwszy w 1955 roku.
Druga generacja Chevroleta 210 przeszła obszerną modernizację nadwozia, zyskując bardziej kanciastą, awangardowo zarysowaną karoserię. Pojazd charakteryzował się dwukolorowym malowaniem nadwozia, ostro ukształtowanymi błotnikami czy dużą liczbą chromowanych ozdoników zarówno wokół nadkoli, jak i zderzaków, lamp czy błotników. Jednocześnie, pojazd zachował taki sam rozstaw osi jak poprzednik.

### Silniki
- R6 2.3l "Blue Flame" 140 KM
- V8 2.6l "Turbo-Fire" OHV 162 KM
- V8 2.8l "Super Turbo-Fire" OHV 185 KM
- V8 2.8l "Super Turbo-Fire" OHV 220 KM
- V8 2.8l "Super Turbo-Fire" OHV 270 KM
- V8 2.8l "Super Turbo-Fire" OHV 283 KM

## Ciekawostki
Dzisiaj modele Bel Air oraz serie samochodów Chevrolet z lat 1953-57 są jednymi z najbardziej poszukiwanych modeli dla kolekcjonerów. Jednakże modele 210 cieszą się specjalnym powodzeniem, szczególnie kabriolet z roku 1953 (bardzo rzadki), Del Ray Club Coupe z ulepszonym wystrojem wnętrza oraz Sport Coupe roczniki 1953 oraz 1955-57.